# 오카시
오카시는 대한민국의 음악 그룹이다. 연세대학교 힙합 동아리 RYU를 전신으로 하며, 2018년에 결성되어 2020년 정규 앨범 [AGATHA]로 데뷔했다.

## 방송
- 내 전공은 힙합 (2020) - Top12

## 음반
- AGATHA (2020)
- ANTIVANDALISM (2023)
- + (2023)
- ORTON (2024)